# 512 Taurinensis
512 Taurinensis este o planetă minoră (asteroid), cu un diametru de 23,09 km, din Mars-crossing asteroid[*]. A fost descoperită pe 23 iunie 1903 la Observatorul Königstuhl de Max Wolf și a fost numită după Torino. 
Obiectul prezintă o orbită caracterizată de o semiaxă mare de 2,1890465828089 UAi, o excentricitate de 0,25440075257375, o înclinație de 8,751 ° în raport cu ecliptica.